# Junjō romantica
Junjō romantica (純情ロマンチカ?, Junjō Romanchika, lett. "Romantici puri") è un manga yaoi scritto da Shungiku Nakamura. La serie racconta quattro storie diverse: la coppia principale, che dà anche il titolo al manga, e le altre coppie maschili che si alternano all'interno della trama (“Junjo Egoist”, “Junjo Terrorist” e “Junjo Mistake” quest'ultima presente solo nel manga e nella terza stagione dell’anime). Il manga è in corso di pubblicazione sulla rivista giapponese Asuka Ciel, mentre in Italia è edito dalla Goen che ha iniziato a pubblicarlo dal 15 marzo 2017 e conta una serie di Drama-CD, una serie light novel dal titolo “Junai Romantica” pubblicata sul magazine The Ruby e una serie anime di tre stagioni. La terza stagione è andata in onda in Giappone nel luglio 2015.
Shungiku Nakamura ha scritto anche una serie spin-off che riprende alcuni personaggi della serie, dal titolo Sekai-ichi Hatsukoi (lett. ""The World's Greatest First Love"", in italiano "Il miglior primo amore del mondo").
Sono presenti, inoltre, due OAV: il primo realizzato nel 2012, che riprende la fine della seconda stagione, ed il secondo nel 2015, legato quindi alla terza stagione.

## Significato del nome
La parola "Junjō" significa letteralmente "Cuore puro, ingenuità", quindi il significato di "Junjō Romantica" è traducibile come "Ingenuamente Romantico". Per "Junjō Egoist" la traduzione è quindi "Ingenuamente Egoista" e per "Junjō Terrorist" è "Ingenuamente Terrorista".

## Trama
La storia alterna le vicende di tre coppie gay diverse: Misaki Takahashi e Akihiko Usagi formano la coppia Junjō Romantica, che dà il nome all'anime ed è la protagonista. Hiroki Kamijō e Nowaki Kusama formano la coppia Junjō Egoist, mentre Yoh Miyagi e Shinobu Takatsuki, formano la coppia Junjō Terrorist. Le vicende che si susseguono durante lo svolgimento intrecciano le vite dei personaggi, legandoli l'uno all'altro. In parallelo A Junjō Romantica avvengono le vicende di Sekai-ichi Hatsukoi.

### Junjō Romantica
La storia comincia da un traumatico rientro in casa di Takahashi Misaki, un giovane studente orfano di entrambi i genitori che aspira ad entrare all'università Mitsuhashi. Varcata la soglia, trova suo fratello Takahiro intento a scollarsi di dosso un suo amico, Usagi Akihiko, romanziere molto popolare che gli sta avvinghiato addosso.
L'impressione che il ragazzo ha di Akihiko non è certo positiva e quando, "per qualche scherzo del destino”, l'uomo diventa suo insegnante privato, non può che peggiorare. Misaki scopre, infatti, che il famoso autore si diletta a scrivere Boy's love erotici i cui protagonisti sono lo stesso Akihiko e Takahiro.
Da qui comincia la convivenza forzata dei due che decidono di tentare di andare d'accordo per il bene di Takahiro, che Misaki non vuole deludere e di cui Akihiko è segretamente innamorato. Il rapporto migliora giorno per giorno, Misaki riesce ad entrare alla Mitsuhashi e Takahiro annuncia che presto si sposerà.
Misaki, arrabbiato per l'insensibilità del fratello che non si è mai accorto dell'amore di Akihiko, scappa via trascinando con sé lo scrittore e scoppia in lacrime. La scena colpisce Akihiko che comincia a innamorarsi di Misaki e, pian piano, a dimenticare Takahiro.
Così comincia la storia dei due, tra le resistenze di Misaki che non vuole accettare i propri sentimenti e le lusinghe di Akihiko che tuttavia, poco alla volta, riesce ad abbattere il suo muro e a farsi accettare.

### Junjō Egoist
Egoist inizia 6 anni prima di Romantica:
Hiroki Kamijo è insegnante associato di letteratura, amico d'infanzia di Akihiko e per anni innamorato di lui, senza che quest'ultimo mai venisse a sospettar alcunché.
Devastato dalla sua fallimentare esistenza interiore, si abbandona un giorno piangente in una panchina del parco: ma proprio quel giorno e in quel luogo incontra Nowaki, un ragazzo orfano e buono portato sempre ad aiutare la gente in difficoltà. Chiede ad Hiroki se può dargli delle ripetizioni; l'uomo all'inizio è contrario, ma deciderà poi d'aiutarlo.
Non c'impiega molto tempo Nowaki ad innamorarsi di Hiroki e a rivelarglielo, ma questi prova ancora qualcosa per Usagi, per cui lo rifiuta. Confuso, l'uomo non riesce a fare ordine nei suoi sentimenti; vede la sua vita cambiare improvvisamente, proprio come fosse stata travolta da un tifone.
Più avanti però scoprirà che anche lui è innamorato di Nowaki; ma tutto nuovamente cambia quando Nowaki decide d'improvviso d'abbandonarlo per andare a studiare medicina negli Stati Uniti. Dopo un anno Hiroki riceve una cartolina in cui il ragazzo dice che sarebbe tornato: ha paura, potranno riannodare i fili del loro rapporto dopo tutto questo silenzio?
Alla fine decideranno di stare insieme, perché sanno entrambi che nessun'altra persona se non quella che hanno davanti in quel momento potrà mai riuscire ad amarli di più.

### Junjō Terrorist
Miyagi Yo, collega di Hiroki, divorziato da qualche mese, si ritrova a dover convivere con il fratello minore dell'ex moglie. Sembra proprio uno scherzo del fato.
Il ragazzo, Shinobu, gli rivela che è innamorato di lui dal giorno in cui l'aveva salvato da alcuni uomini che lo volevano derubare, all'uscita da un negozio. You, però, lo avvisa subito che non ha "certe tendenze", ma Shinobu, che è testardo, insiste sul fatto che il loro incontro è stato un segno del destino.
Un giorno, mentre You esce di casa, il ragazzo lo prende per il braccio e gli fa cadere tutti i libri, e mentre li raccoglie, Shinobu nota una foto dove ci sono Miyagi e una donna, e chiede subito spiegazioni, ma l'uomo non vuole rivelare niente.
Più avanti si scoprirà che era la professoressa di cui era innamorato, morta per una grave malattia. Shinobu, quindi, decide di andarsene e di partire per l'estero, ma Miyagi si rende conto di provare qualcosa per il ragazzo e lo raggiunge in aeroporto dicendo che ci sono molte probabilità che lui possa innamorarsi del ragazzo; entrambi si recano a casa, mentre Shinobu piange di felicità.
Il grande problema di You era che fino ad allora non era mai riuscito veramente ad amare nessuno, dopo che la sua sensei era morta: senza riuscir a spiegar neppure a sé stesso come faccia ad esser ancora così legato a lei, visita la sua tomba ogni anno nell'anniversario della sua scomparsa, trovandosi nell'impossibilità d'amar di nuovo senza sentirsi un traditore del suo ricordo.
Come un autentico terrorista, Shinobu invade e distrugge il precedente stile di vita di You, cambiando drasticamente il suo cuore e provocando al professore una sensazione nuova.

### Junjō Minimum
Racconta l'incontro di Usagi e Hiroki quando erano bambini, della nascita della loro amicizia e di come Hiroki si è innamorato dell'amico.

## Personaggi
Misaki Takahashi (高橋 美咲?, Takahashi Misaki)
Doppiato da: Takahiro Sakurai
Ragazzo di 18 anni, ha perso entrambi i genitori dieci anni prima a causa di un incidente automobilistico, avvenuto dopo l'accelerazione durante la pioggia. Viene cresciuto dal fratello maggiore, Takahiro, che fu costretto a rinunciare alla sua promettente carriera universitaria per prendersi cura di lui. Misaki vuole essere ammesso ad ogni costo alla Mitsuhashi, proprio per poter realizzare il sogno che fu a suo tempo quello di Takahiro. All'inizio della serie lo troviamo difatti in procinto d'affrontare il test d'ingresso universitario; tuttavia i punteggi non sembrano essere stati sufficienti per farlo ammettere alla prima selezione, tanto che il fratello non riesce a pensare a nulla di meglio che affidarlo alle cure intellettuali di Akihiko. Misaki rivelerà essere una persona un po' infantile e sfacciata, molto cocciuto d'indole e con la peculiare caratteristica d'autoconvincersi di cose che poi risulteranno essere del tutto infondate; irremovibile nelle sue decisioni, insiste in esse fino a che non le porta a compimento. È un cuoco brillante, di natura essenzialmente gioiosa e dinamica. Si sente inconsciamente responsabile, infatti prova forti sensi di colpa, per la morte dei genitori: crede che non sarebbe accaduto loro nulla di tragico se non li avesse tanto pregati al telefono di far presto a tornare a casa,in quella maledetta sera di pioggia. Non era mai stato fidanzato con nessuna ragazza. Instaura un particolarissimo rapporto con Akihiko, fatto d'incomprensioni e malintesi. Non ha molta fiducia nei propri sentimenti, ciò a causa anche della sua visione ancora troppo unilaterale dei rapporti romantici: “Come può lui,”, pensa, “un maschio, esser innamorato d'un altro uomo, per giunta più grande?”. Teme inoltre l'eventualità che i propri sentimenti, se espressi alla luce del sole, possano pregiudicare l'amicizia tra lo scrittore ed il fratello. C'impiega davvero tanto ad ammettere l'amore che li anima entrambi, ma via via che la storia procede prende sempre più coscienza di ciò che prova fino a giungere (dopo un lungo processo interiore) alla certezza che, sì!, Akihiko lo ama perché in precedenza aveva spesso dubitato d'essere solo un sostituto del fratello per lui.
Akihiko Usami (宇佐見 秋彦?, Usami Akihiko)
Doppiato da: Hikaru Hanada e Rina Satō (da bambino)
Akihiko Usami ha 28 anni, di famiglia benestante, è un popolare autore di narrativa e romanzi erotici yaoi sotto lo pseudonimo di Akikawa Yayoi: soprannominato Usagi-san. È un tipo solitario che sa anche esser, quando vuole, capriccioso come un bambino. Maniaco collezionista di giocattoli, ne ha un'intera stanza ricolma: il suo preferito è un orsacchiotto di peluche chiamato Suzuki-san che si porta appresso per tutta la casa. Non si conosce approfonditamente il suo passato, ma ha un pessimo rapporto col fratellastro e si sa che ha lasciato la casa paterna subito dopo aver terminato le scuole; è assolutamente incapace di cucinare e fatica molto ad alzarsi la mattina, disordinato ed irresponsabile al massimo grado. Intimo amico di Takahiro fin dall'infanzia, nutre da sempre un forte sentimento non corrisposto nei suoi confronti. Diviene tutor di Misaki inizialmente per aiutarlo negli esami d'ammissione. Poco dopo la sconvolgente notizia delle imminenti nozze di Takahiro, si rende conto di provar qualcosa nei confronti di Misaki, che è stato il primo a riuscir a viver per un lungo periodo insieme sotto lo stesso tetto. Un po' alla volta riesce anche a cambiargli letteralmente la vita ed il senso dell'esistenza. Molto possessivo ed autoritario quando si tratta di Misaki: s'ingelosisce facilmente quando qualcuno gli si avvicina troppo, cosa questa che infastidisce invece molto il ragazzo. Ma non è altro che il suo modo di dimostrare ch'è in effetti perdutamente innamorato di lui.
Haruhiko Usami (宇佐見 春彦?, Usami Haruhiko)
Doppiato da: Kōsuke Toriumi
31 anni, fratellastro di Akihiko. Un tipo gelido che disapprova in toto la condotta di vita di Akihiko. Proverà a far una corte assidua a Misaki con l'intento di rubar l'amico al fratello, (gli invia giganteschi mazzi di fiori e regali d'ogni tipo) ma sarà persino ostacolato dal padre che tenterà di farlo sposare con la cugina Kaoroku che poi alla fine non sposerà più anche grazie all'aiuto di Misaki. Alla fine di tutto Misaki gli confesserà di amare solo Akihiko e così deciderà di arrendersi.
Takahiro Takahashi (高橋 孝浩?, Takahashi Takahiro)
Doppiato da: Kishō Taniyama
28 anni, fratello maggiore di Misaki e amico di lunga data di Akihiko. Oggetto dell'interesse amoroso dello scrittore da lunghissimo tempo; ma la sua ingenuità apparente gl'impedisce di rendersi conto come stiano effettivamente le cose tra loro due. Molto premuroso nei confronti del fratellino (che ha allevato da solo). Si sposa quasi subito con Manami Kajiwara; a causa del suo lavoro si troverà pesto costretto a trasferirsi in un'altra città e a lasciar Misaki a vivere con Akihiko.
Hiroki Kamijo (上條 弘樹?, Kamijō Hiroki)
Doppiato da: Kentarō Itō e Eri Kitamura (da bambino)
28 anni, per un lungo periodo s'è trovato anche lui ad amar Akihiko, suo amico di gioventù. È professore associato presso il college dove studia anche Misaki: un tipo abbastanza solitario appassionato di letteratura classica giapponese. Ha un carattere difficile e spigoloso; è temuto da tutti i suoi studenti (appena si distraggono gli lancia contro cancellini e libri) che lo hanno soprannominato "il diavolo Kamijo", anche se in realtà è molto timido e si agita per un nonnulla. Il suo carattere estremamente ansioso e in definitiva frustrato gli porterà anzi notevoli problemi di socializzazione. Dietro questo modo di presentarsi fintamente duro ed inaccessibile si nasconde in realtà un uomo d'un'estrema sensibilità ed un irrimediabile romantico; quando qualcosa gli va storto non riesce a trattener le lacrime. Arrossisce al minimo approccio sessuale del suo partner, ma il suo spropositato orgoglio nevrotico gli impedisce d'ammettere di aver bisogno del suo compagno Nowaki, oltre che esserne in parte dipendente, poiché non gli piace che uno più giovane di lui possa assumere il controllo della sua vita. È tuttavia costantemente preoccupato per il benessere di Nowaki, essendo la sua più grande paura proprio quella di perderlo: quando il ragazzo parte per gli USA per specializzarsi in pediatria senza dirgli una parola ne rimane sconvolto, ma anche quando è passato un intero anno non riesce a dimenticarlo; non ha la forza di lasciarselo alle spalle per la semplicissima ragione che è follemente innamorato di lui, fino alla disperazione più nera. Questo avvenimento ha messo davvero a rischio la coppia: ma Nowaki gli confesserà che l'ha fatto solamente per poter diventare in breve tempo un uomo degno di stargli accanto.
Nowaki Kusama (草間 野分?, Kusama Nowaki)
Doppiato da: Nobutoshi Canna e da Ryōko Shiraishi (da bambino)
24 anni. Abbandonato alla nascita, gli è stato imposto il nome Nowaki-tornado dal capo dell'orfanotrofio in quanto trovato sull'uscio d'ingresso in una notte di tempesta. S'imbatte per la prima volta in Hiroki a 18 anni mentre questi, seduto in una panchina del parco, demoralizzato si sta auto commiserando per l'impossibilità di poter realizzar il suo sogno, ovvero avere una storia romantica con Akihiko. Continuerà ad insister nella richiesta che Hiroki divenga il suo mentore fino a che questi, esasperato, non finirà per accontentarlo: è stato amore a prima vista (ed è l'unico che riesca a distrar Hiroki dall'ossessione per Akihiko). Originariamente studia psicologia per diventare assistente sociale, ma in seguito cambia idea e sceglie la formazione medica: diverrà pediatra. Di carattere calmo, molto gentile e paziente col prossimo, sempre attento e comprensivo verso i bisogni altrui: tutti tratti questi che mostra ancor più accentuati quando si trova di fianco a Hiroki. Riesce facilmente ad ottener l'affetto e la fiducia altrui, ma è anche molto testardo e diretto quando si tratta d'ottener qualcosa che gl'interessa veramente (è anche geloso di You e Akihiko). Il suo desiderio più alto diventa quello di poter raggiunger la stessa cultura ed intelligenza dell'amato, così da poter stare su un terreno di parità. Nonostante sia più giovane è più alto di Hiroki, un fatto questo che almeno in principio irrita notevolmente l'uomo. Sono l'antitesi totale l'uno dell'altro, ed in tal modo si completano perfettamente a vicenda.
You Miyagi (宮城 庸?, Miyagi Yō)
Doppiato da: Kazuhiko Inoue
35 anni, Professore di letteratura presso la Mitsuhashi e collaboratore nonché senpai di Hiroki. È stato sposato, ma ora è divorziato, molto probabilmente a causa della sua indifferenza verso i sentimenti e le emozioni della donna con cui viveva sotto lo stesso tetto; non è stato certo un matrimonio d'amore, anche se non completamente negativo in quanto gli permise d'ottener velocemente un avanzamento di carriera. Il suo interesse amoroso finisce per concentrarsi e dirigersi verso Shinobu, fratello più piccolo dell'ex moglie; anche se esita molto prima di prendersi la "responsabilità" d'innamorarsi d'un ragazzo di 17 anni più giovane di lui. Molto allegro e giocoso quando si tratta di prender simpaticamente in giro Hiroki, anche se il suo più autentico carattere è molto più grave di quanto appaia in superficie, ciò a causa d'un drammatico evento accadutogli in passato: durante la sua adolescenza difatti è stato innamorato della sua insegnante (a suo tempo ostacolato da tutti), la quale in seguito morì prematuramente. Da allora ogni anno gli porta un mazzo di fiori, questo fino alla comparsa di Shinobu: finirà per confessar per la prima volta il suo amore per il ragazzo proprio davanti alla tomba della donna, chiedendo in questo modo al contempo a lei la sua approvazione. Il comportamento del ragazzo nei suoi confronti gli ricordava troppo bene il proprio alla stessa età, per questo non lo teneva in considerazione; solo quando You riuscirà a staccarsi definitivamente dal passato riuscirà ad amare Shinobu ed a superar lo scetticismo che aveva nei riguardi del suo futuro assieme a lui. La sua quotidianità viene bruscamente infranta da questo "terrorista" adolescente. Fuma in continuazione, soprattutto quando qualche problema lo assilla.
Shinobu Takatsuki (高槻 忍?, Takatsuki Shinobu)
Doppiato da: Daisuke Kishio
18 anni, studente all'ultimo anno delle superiori, oltre che figlio del preside della Mitsuhishi e capo del dipartimento di letteratura in cui lavora You di cui è innamorato. Crede fermamente che sia stata opera del destino farli incontrare; è molto più coraggioso di You nell'esprimere apertamente i propri desideri e sentimenti. Indubbiamente una persona dal carattere forte, nonostante la giovanissima età, che sorride di rado; a volte sembra irragionevole fin quasi all'ottusità, ma mostrerà al momento giusto d'aver un suo lato più dolce (specialmente quando prova senza riuscirci a cucinar la cena a You). Anche se ottiene ottimi voti in tutte le materie, è ancora emotivamente immaturo e la sua passione travolgente lo rende a volte irragionevole: è testardo, viziato ed agisce senza pensare, ma vuol a tutti i costi dimostrare a You che non è più il bambinetto di una volta. Appena saputo del divorzio tra la sorella e You torna dall'Australia dove era andato a studiare (o meglio, dov'era scappato 4 anni prima per tentare di rimuovere i suoi sentimenti per il cognato) per dichiararsi: inizialmente deriso, non gli viene prestata la benché minima attenzione. Lui farà di tutto per ottenerla, sa bene che quell'uomo è la sua anima gemella, riservata a lui. Affermerà per darsi delle arie che sì, ha già avuto innumerevoli incontri sessuali con vari uomini, ma quando arriverà il momento cadrà davanti a You anche quest'ultima finzione. Termina gli studi di giurisprudenza all'università di Tokyo vivendo nell'appartamento accanto a quello dell'uomo che ama: aveva provato a stabilirsi temporaneamente nella stessa casa di lui ma si rende ben presto conto che nei lavori domestici è una vera frana (difatti non fa altro che combinare disastri).
Keiichi Sumi (角 圭一?, Sumi Keiichi)
Doppiato da: Isshin Chiba
Studente universitario senpai di Misaki. Un tipo davvero molto misterioso, di cui è difficile comprender appieno le vere intenzioni, anche se risulterà non esser affatto una cattiva persona; è figlio del famoso romanziere Ryuichi Sumi. Membro anche del gruppo di ricerca parapsicologica dell'Onsen University; dichiarerà di star usando Misaki solo con lo scopo d'avvicinarsi al suo vero e unico oggetto d'interesse, ossia Akihiko. Nonostante sia stato lui la causa dei frequenti litigi causati dalla gelosia tra Misaki e lo scrittore, i due ragazzi rimarranno amici ed egli dimostrerà alla fine d'interessarsi e preoccuparsi seriamente per la felicità dell'amico. Sin da quando era bambino ha iniziato a leggere tutti i libri via via pubblicati e i racconti usciti in rivista da Akihiko, divendone un fan accanito.
Ryuichiro Isaka (井坂 龍一郎?, Isaka Ryūichirō)
Doppiato da: Toshiyuki Morikawa
32 anni. Lavora alla Marukawa Publishing, la casa editrice di Akihiko; è in rapporti molto familiari con lo scrittore in quanto amico d'infanzia di Haruhiko. Aspirava a diventare romanziere, ma il suo vero talento risultò esser quello di scopritore di futuri best seller. Si presenta come una persona insicura, innocente e frustrata perché è riuscito ad ottener tutto tranne quello che desiderava veramente, ossia Kaoru. È terrorizzato dal fatto che l'assistente possa per questo disprezzarlo. Odia suo padre; è anche un manipolatore e non esita ad utilizzar questa sua capacità di persuasione con Misaki per cercar di trarne vantaggio. Oltre che in Junjō romantica compare spesso anche in Sekai-ichi Hatsukoi. Fa parte, insieme a Kaoru, della coppia denominata “Junjō Mistake”.
Kaoru Asahina (朝比奈 薫?, Asahina Kaoru)
Doppiato da: Ryōtarō Okiayu
33 anni, assistente di Ryuichiro e suo segretario tuttofare. Un tipo piuttosto piacevole e rassicurante. Lavora alle dipendenze della famiglia Isaka fin da quando è stato aiutato ad uscir da una brutta situazione (il fallimento dell'azienda familiare); originariamente destinato a far da "guardia del corpo" a Ryuichiro, finirà per diventare per lui qualcosa di più d'una semplice spalla e custode... anche se non riescono a far a meno di litigare in maniera anche molto accesa per ogni minima questione. Fa parte, insieme a Ryuichiro, della coppia denominata “Junjō Mistake”.
Eri Aikawa (相川 絵理?, Aikawa Eri)
Doppiata da: Noriko Namiki
29 anni, redattrice-editor di Akihiko, nonché cara amica sua e di Misaki. Piomba in casa di Akihiko nei momenti meno opportuni per spingerlo a finire i suoi lavori: deve sempre spronarlo quando si tratta di consegnare in tempo l'ultimo romanzo. Esternamente sembra una persona molto gentile ed educata, ma quando Akihiko non rispetta i termini del contratto di lavoro è capace d'andar seriamente su tutte le furie, arrivando persino al punto d'aggredirlo fisicamente. Ammira seriamente la costanza e forza d'animo di Misaki. È inoltre una fan di Akihiko come scrittore e una patita di boys love.
Fuyuhiko Usami (宇佐見 冬彦?, Usami Fuyuhiko)
Doppiato da: Jūrōta Kosugi
Padre di Akihiko e Haruhiko e zio di Kaoruko. Egli ama sinceramente i figli allo stesso modo e vuole sempre ciò ch'è il meglio per loro: nel suo bisogno di realizzar ciò è capace di divenir spietato ed implacabile. Come il figlio più giovane anche lui è appassionato di modellini a forma d'orso e si diletta nell'arte dell'intaglio su legno. Possiede un business di successo e lo si vede spesso portarsi appresso paperelle di gomma; si dice anzi che non possa far il bagno senza riempirne prima la vasca. È stato adottato da bambino dalla famiglia Usami.
Kaoruko Usami (宇佐見 薫子?, Usami Kaoruko)
Doppiata da: Nana Mizuki
20 anni, cugina di Akihiko. Giunta in Giappone dopo aver ricevuto la notizia che i genitori eran gravemente malati: in realtà era stato tutto un trucco ordito dallo zio Fuyuhiko per convincerla a sposarsi con Haruhiko (questo nel tentativo di far uscir il figlio dall'infatuazione possessiva nei confronti di Misaki). In seguito sosterrà d'amar Misaki: non poteva che esser altrimenti, afferma con decisione, difatti lei ed il cugino han sempre avuto gli stessi gusti in fatto di uomini! Il suo sogno nel cassetto è quello di diventare una provetta pasticciera.
Mizuki Shiiba (椎葉 水樹?, Shiiba Mizuki)
Doppiato da: Hiro Shimono
25 anni, cugino di Akihiko, è tornato da poco dall'America dove risiede per visitare la famiglia. Mostra d'essere molto legato ad Akihiko, mentre mantiene un atteggiamento di sufficienza nei confronti di Misaki: si scoprirà che la ragione per cui rimane freddo con il ragazzo è che in realtà prova dei sentimenti per Kaoruko.
Shinnosuke Todo (藤堂 進之介?, Tōdō Shinnosuke)
Doppiato da: Wataru Hatano
Compagno di scuola di Misaki. Sta frequentando la facoltà di giurisprudenza, con l'aspirazione però di diventare in futuro un capace poliziotto; è uno dei membri migliori del club di kendō. Ha conosciuto l'amico in occasione della perdita delle chiavi da parte di Misaki, Shinnosuke le trovò e gliele riconsegnò: l'amicizia tra i due viene inoltre rafforzata dalla loro comune passione per i manga.
Kyo Ijuuin (伊集院 響?, Ijuuin Kyō)
Doppiato da: Hozumi Gōda
Creatore del manga preferito da Misaki e Shinnosuke, "The Kan". Ogni volta che s'avvicina il termine ultimo per la consegna del volume successivo diventa incredibilmente pessimista, ed allora inizia ad assillar Ryuichiro, chiedendogli notizie circa la classifica delle vendite. Misaki lo incontra presso la casa editrice Marukawa, proprio quando Kyo si trova in uno di quei periodi "neri": riesce a dargli la motivazione necessaria a continuar il proprio lavoro facendogli capire quanto questo significhi per lui (e per tutti i suoi lettori). Scapolo, quando è ben vestito e ripulito risulta anche esser un uomo molto attraente; la stragrande maggioranza dei suo fan è composta da donne. Nel manga arriverà ad ammetter di essere innamorato di Misaki, anche se quest'ultimo non ne sarà mai informato almeno fino a quando il giorno del compleanno di Misaki questi glielo confesserà arrivando anche a fargli considerare di mettersi insieme a lui.
Shinoda (篠田?)
Agente immobiliare che s'incontra con Hiroki quando cerca di fargli firmar una polizza. I due avranno una breve relazione romantica, mentre HIroki è ancora alle prese coi suoi sentimenti per Akihiko (ciò prima dell'apparizione di Nowaki).
Tanaka (田中?)
Doppiato da: Kenta Miyake
Maggiordomo di casa Usami, erroneamente chiamato "Sebastian" da Misaki (il nome più tipico, secondo il ragazzo, per ogni maggiordomo che si rispetti).
Tsumori (津森?)
Doppiato da: Susumu Chiba
Medico nello stesso ospedale in cui si trova a far praticantato Nowaki. Pur essendo consapevole del rapporto che c'è tra il suo assistente e Hiroki, a volte le sue intenzioni risultano esser quanto meno ambigue e poco chiare, risultando per esser così assai fastidioso per Nowaki.

## Media

### Manga
Il manga, scritto e disegnato da Shungiku Nakamura, è stato inizialmente serializzato dal 30 aprile 2002 al 2014 sulla rivista Asuka Ciel per poi continuare su Emerald dallo stesso anno; entrambe le testate sono edite da Kadokawa Shoten. I vari capitoli vengono raccolti in volumi tankōbon dal 2 giugno 2003.
In Italia la serie viene pubblicata da RW Edizioni sotto l'etichetta Goen nella collana BL Collection dal 17 marzo 2017. La traduzione dei testi è stata curata da Anna Specchio, mentre il lettering è stato realizzato da Francesca Règine.

#### Volumi
| Nº | Data di prima pubblicazione | Data di prima pubblicazione                                                 | Data di prima pubblicazione | Data di prima pubblicazione |
| Nº | Giapponese                  | Giapponese                                                                  | Italiano                    | Italiano                    |
| -- | --------------------------- | --------------------------------------------------------------------------- | --------------------------- | --------------------------- |
| 1  | 2 giugno 2003               | ISBN 978-4-04-853606-6                                                      | 17 marzo 2017               | ISBN 978-88-6712-452-7      |
| 2  | 27 novembre 2003            | ISBN 978-4-04-853702-5                                                      | 17 giugno 2017              | ISBN 978-88-6712-503-6      |
| 3  | 28 maggio 2004              | ISBN 978-4-04-853748-3                                                      | 5 gennaio 2019              | ISBN 978-88-6712-591-3      |
| 4  | 28 ottobre 2004             | ISBN 978-4-04-853778-0                                                      | 20 luglio 2019              | ISBN 978-88-6712-879-2      |
| 5  | 27 aprile 2005              | ISBN 978-4-04-853848-0                                                      | 21 dicembre 2019            | ISBN 978-88-6712-895-2      |
| 6  | 28 ottobre 2005             | ISBN 978-4-04-853907-4                                                      | 30 luglio 2021              | ISBN 978-88-6712-947-8      |
| 7  | 27 aprile 2006              | ISBN 978-4-04-853953-1                                                      | 29 aprile 2022              | ISBN 978-88-9284-591-6      |
| 8  | 29 gennaio 2007             | ISBN 978-4-04-854072-8                                                      | 21 aprile 2023              | ISBN 978-88-9284-675-3      |
| 9  | 30 ottobre 2007             | ISBN 978-4-04-854137-4                                                      | —                           | ISBN 978-88-9284-895-5      |
| 10 | 28 marzo 2008               | ISBN 978-4-04-854162-6                                                      | —                           | ISBN 978-88-9284-931-0      |
| 11 | 28 novembre 2008            | ISBN 978-4-04-854270-8                                                      | —                           | ISBN 978-88-9284-959-4      |
| 12 | 27 agosto 2009              | ISBN 978-4-04-854362-0                                                      | —                           | —                           |
| 13 | 28 giugno 2010              | ISBN 978-4-04-854489-4                                                      | —                           | —                           |
| 14 | 26 aprile 2011              | ISBN 978-4-04-854628-7                                                      | —                           | —                           |
| 15 | 26 aprile 2012              | ISBN 978-4-04-120226-5                                                      | —                           | —                           |
| 16 | 20 dicembre 2012            | ISBN 978-4-04-120548-8 (ed. regolare) ISBN 978-4-04-120269-2 (ed. limitata) | —                           | —                           |
| 17 | 29 agosto 2013              | ISBN 978-4-04-120863-2                                                      | —                           | —                           |
| 18 | 1º agosto 2014              | ISBN 978-4041018934                                                         | —                           | —                           |
| 19 | 1º luglio 2015              | ISBN 978-4-04-103123-0                                                      | —                           | —                           |
| 20 | 1º dicembre 2015            | ISBN 978-4-04-103321-0                                                      | —                           | —                           |
| 21 | 1º settembre 2016           | ISBN 978-4-04-104272-4                                                      | —                           | —                           |
| 22 | 28 dicembre 2017            | ISBN 978-4-04-106077-3                                                      | —                           | —                           |
| 23 | 1º settembre 2018           | ISBN 978-4-04-107270-7 (ed. regolare) ISBN 978-4-04-107269-1 (ed. limitata) | —                           | —                           |
| 24 | 30 agosto 2019              | ISBN 978-4-04-108604-9                                                      | —                           | —                           |
| 25 | 1º settembre 2020           | ISBN 978-4-04-109804-2                                                      | —                           | —                           |
| 26 | 1º settembre 2021           | ISBN 978-4-04-111661-6                                                      | —                           | —                           |
| 27 | 1º settembre 2022           | ISBN 978-4-04-112838-1 (ed. regolare) ISBN 978-4-04-112837-4 (ed. limitata) | —                           | —                           |
| 28 | 1º settembre 2023           | ISBN 978-4-04-113577-8                                                      | —                           | —                           |
| 29 | 30 agosto 2024              | ISBN 978-4-04-115004-7 (ed. regolare) ISBN 978-4-04-115005-4 (ed. limitata) | —                           | —                           |
| 30 | 1º settembre 2025           | ISBN 978-4-04-116454-9 (ed. regolare) ISBN 978-4-04-116455-6 (ed. limitata) | —                           | —                           |

### Anime
L'anime si compone di 3 stagioni di 12 puntate ciascuna, con i protagonisti alternati ogni 2-3 puntate. La prima stagione è stata trasmessa dal 10 aprile al 26 giugno 2008, la seconda dall'11 ottobre al 27 dicembre 2008 mentre la terza dall'8 luglio al 23 settembre 2015.